# Moussa Djenepo
Moussa Djenepo (Bamako, 15 de junio de 1998) es un futbolista profesional maliense que juega en el Standard de Lieja de la Primera División de Bélgica. Además es internacional con la selección de fútbol de Malí.

## Trayectoria
Djenepo se unió al Standard de Lieja cedido con opción de compra del Yeelen Olympique en Mali, el 31 de enero de 2017. El 30 de mayo de 2017, Standard Liège activó su cláusula de compra, convirtiendo a Djenepo en un miembro permanente del equipo. Hizo su debut profesional en una derrota 4-0 de la Primera División de Bélgica contra el Club Brujas el 27 de agosto de 2017. 
El 17 de marzo de 2018 jugó con su equipo y venció al K. R. C. Genk 1-0 en el tiempo extra para ganar la Final de la Copa de Bélgica 2018 y clasificarse para la Liga Europa de la UEFA. 
En julio de 2018 se dio a conocer la lista de los nominados al Golden Boy y Djenepo formaba parte de ellos.[cita requerida]

## Clubes
| Club                 | País       | Año       |
| -------------------- | ---------- | --------- |
| Standard de Lieja    | Bélgica    | 2017-2019 |
| Southampton F. C.    | Inglaterra | 2019-2023 |
| Standard de Lieja    | Bélgica    | 2023-     |
| Antalyaspor (cedido) | Turquía    | 2024-2025 |

## Palmarés

### Títulos nacionales
| Título          | Club              | País    | Año  |
| --------------- | ----------------- | ------- | ---- |
| Copa de Bélgica | Standard de Lieja | Bélgica | 2018 |